# フアン・アントニオ・リベーラ
フアン・アントニオ・リベーラ（Juan Antonio Ribera Fernández、1779年5月27日 - 1860年6月15日）は、スペインの画家である。ナポレオンがスペインの政治に影響を与えていた時代に活動した画家である。スペイン王室の宮廷画家やプラド美術館の館長を務めた。スペインにおける新古典主義の代表的な画家である。

## 略歴
マドリードで生まれた。父親のエウセビオ・リベーラ(Eusebio Ribera)は無名の画家で、しばらくは母親の故郷のマドリードに近いナバルカルネロ(Navalcarnero)で育った。1790年頃から、王立サン・フェルナンド美術アカデミーの画家フランシスコ・バイユーに学んだ。1802年のアカデミーの定期展覧会で一等を取り、パリへの留学資金が与えられ、新古典主義の画家、ジャック＝ルイ・ダヴィッドのもとに留学した。ダヴィッドにもその技量は称賛された。1808年のカルロス4世の退位やナポレオンの軍隊がスペイン侵攻した後、奨学金は途絶え、6年の修行の後、スペインに帰国した。
スペインではロシアの大使の肖像画などを描き生計を立て、ロシアに移る誘いもあったが、1911年にカルロス4世が住むローマに移り、ローマではアカデミア・ディ・サン・ルカの会員になった。
1814年のナポレオンの敗北により、フェルナンド7世がマドリードに帰還し、その治世が始まるとリベーラはスペインに帰国し、1816年に宮廷画家に任命された。1825年にプラド美術館の天井画を描き、1827年に王立サン・フェルナンド美術アカデミーの校長に任じられた。1833年にイサベル2世が即位した後も、重用され、1857年に筆頭宮廷画家に任じられ、プラド美術館の館長を務めた。
1860年にマドリードで没した。
パリ滞在中に結婚した女性との間の息子、カルロス・ルイス・デ・リベーラ(Carlos Luis de Ribera y Fieve: 1815-1891)も画家になった。

## 作品

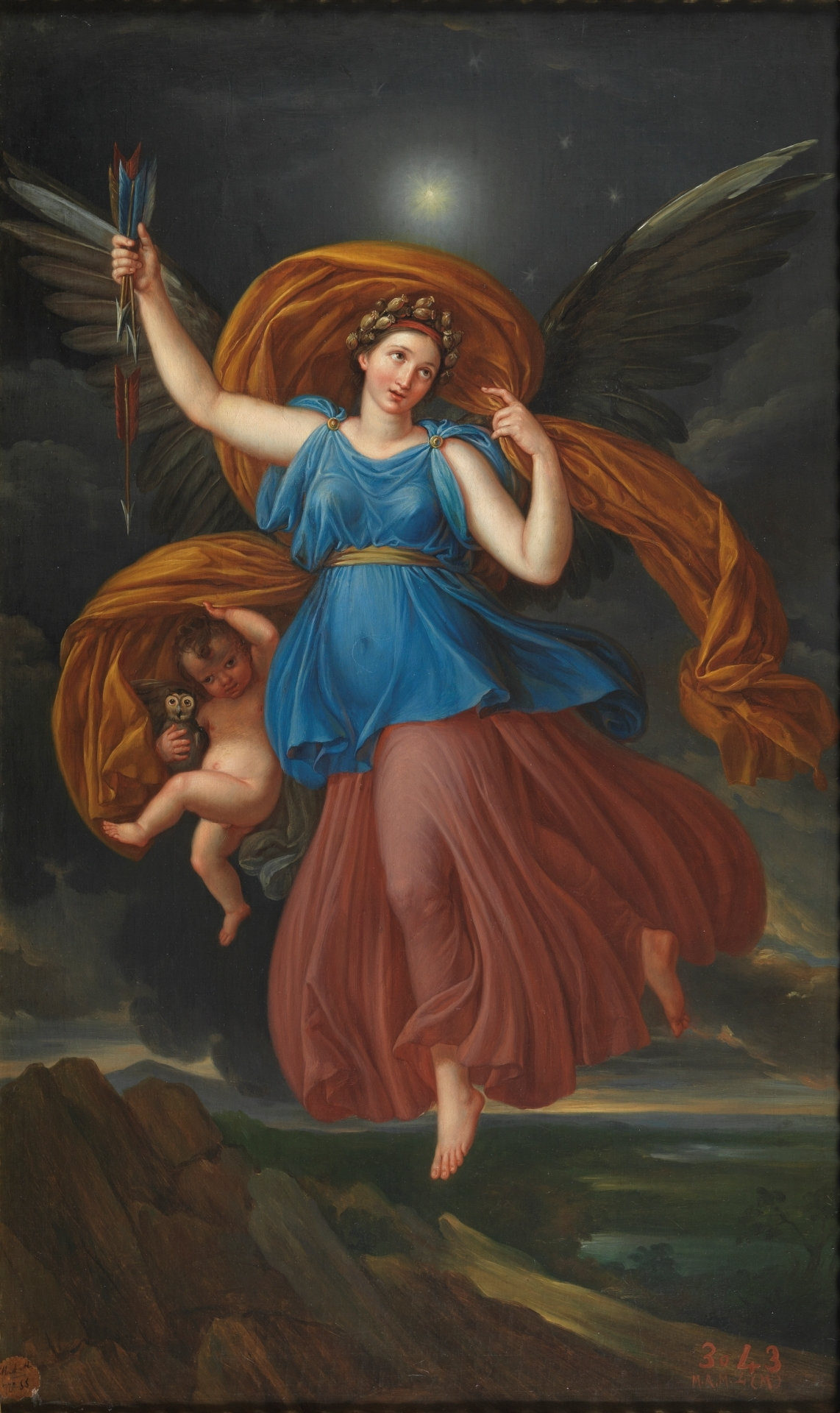
夜の寓意 (c.1819) プラド美術館
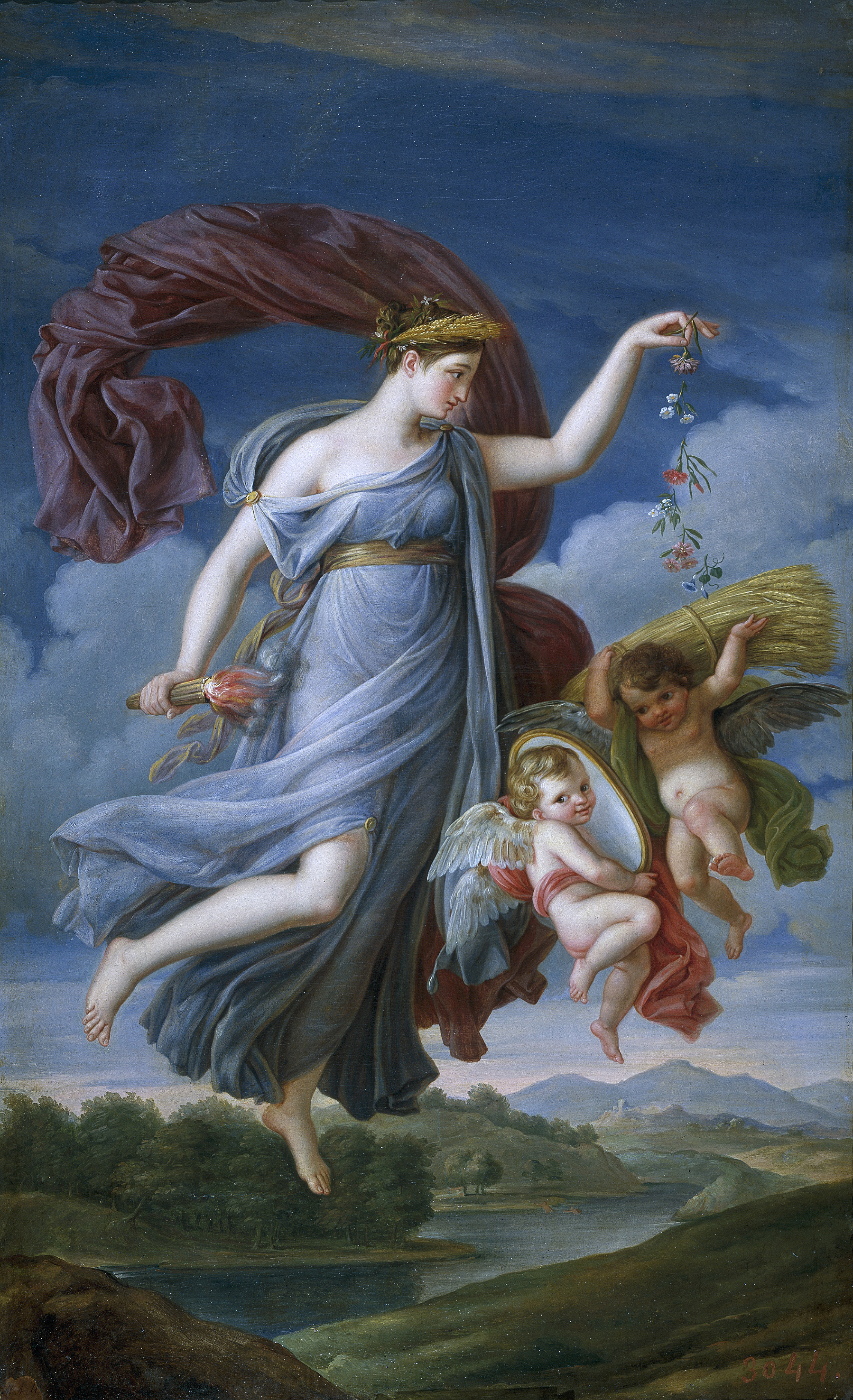
夏の寓意 (c.1819) プラド美術館
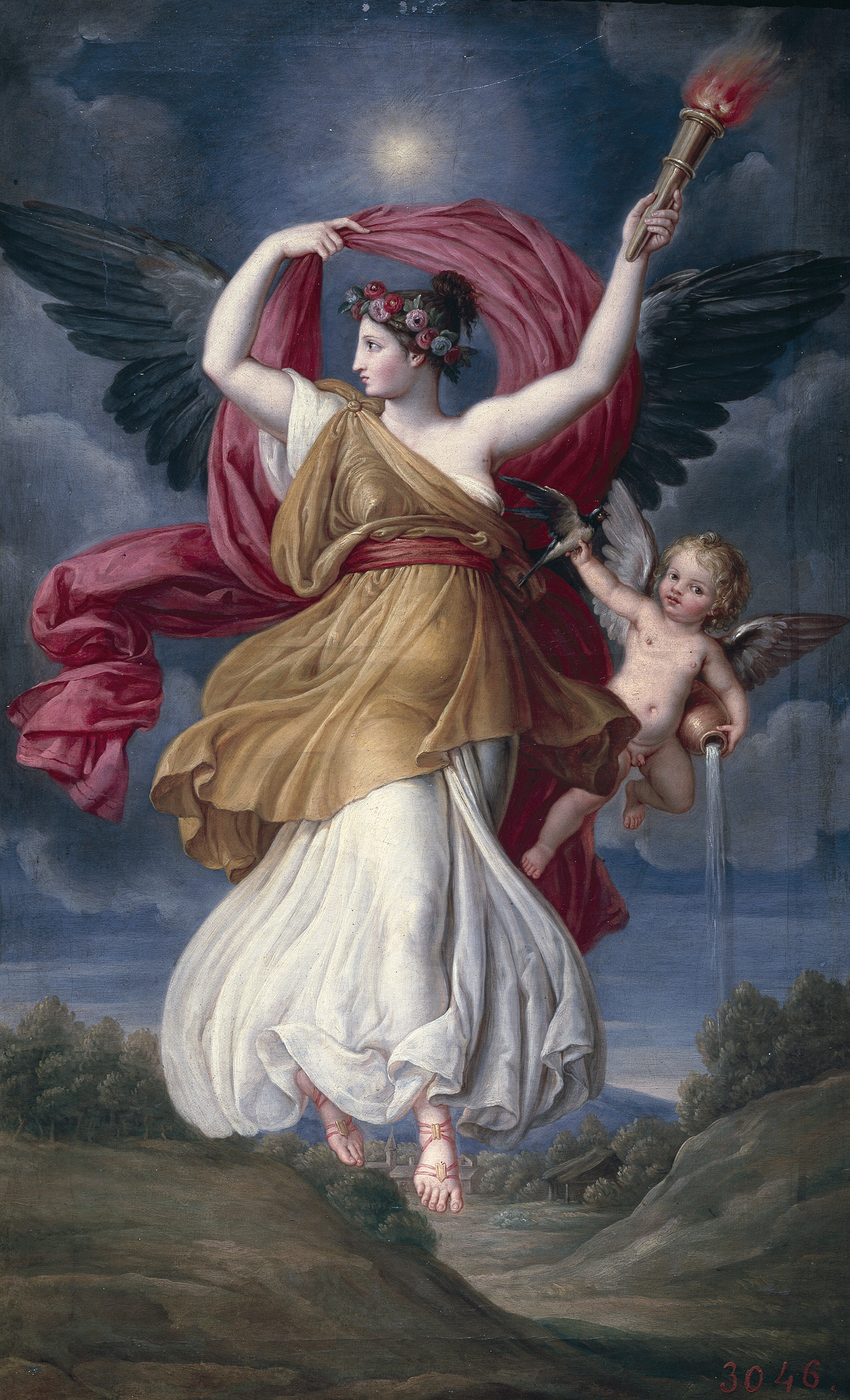
アウローラ (c.1819) プラド美術館
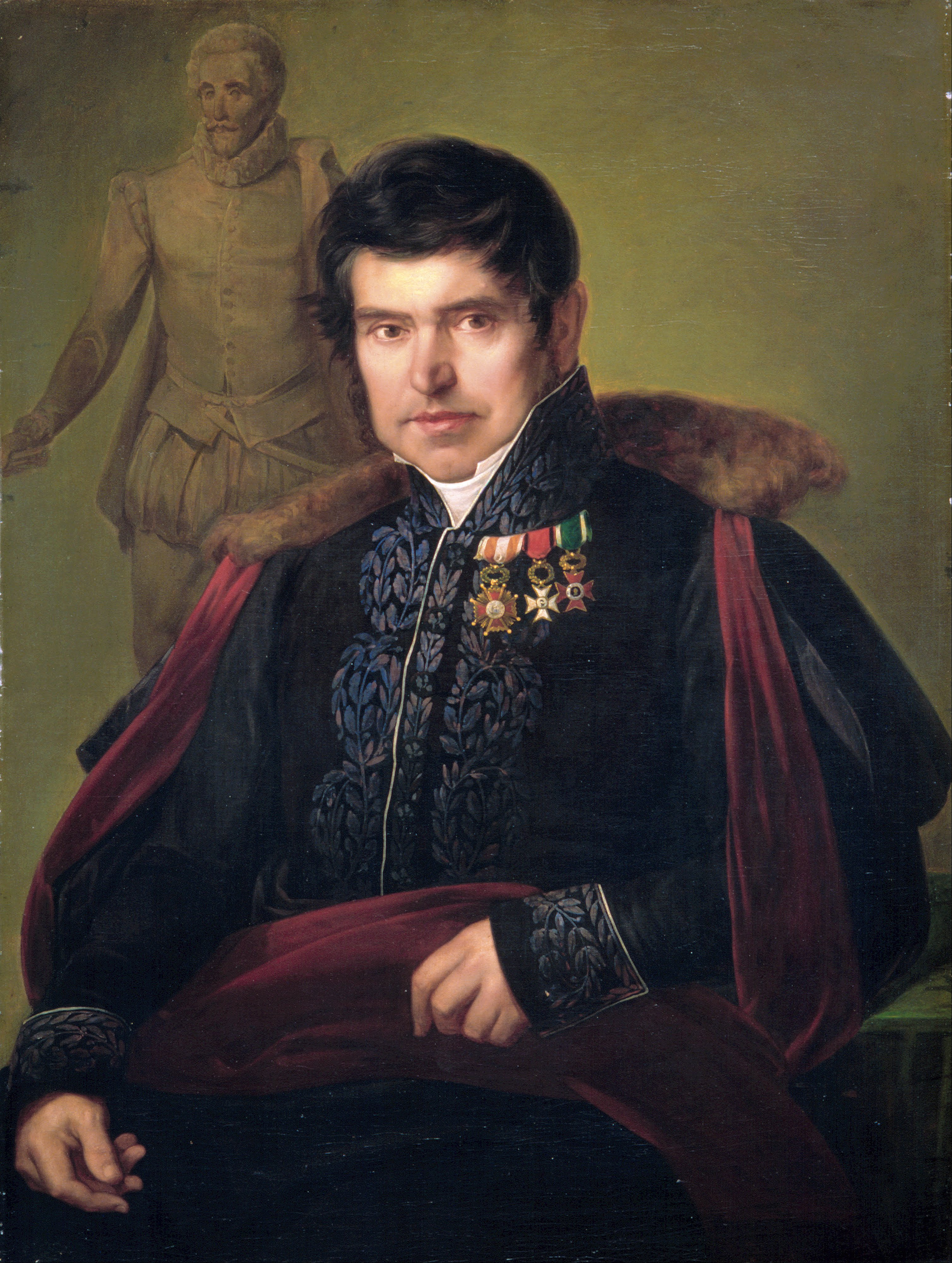
Antonio Solà（彫刻家）(c.1836) Lázaro Galdiano Museum

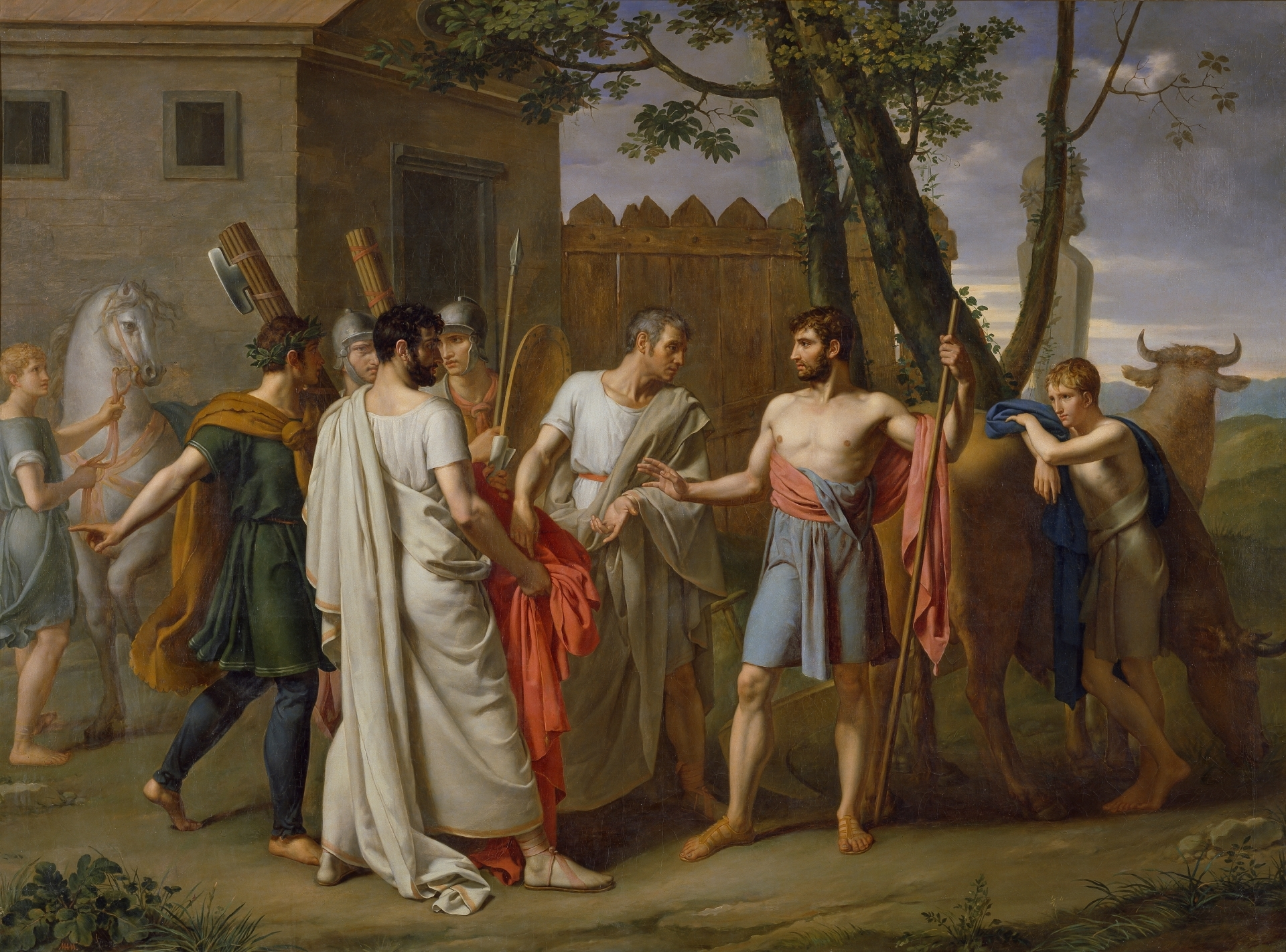
独裁官指名の使者を迎えるキンキンナトゥス  (c.1806) プラド美術館
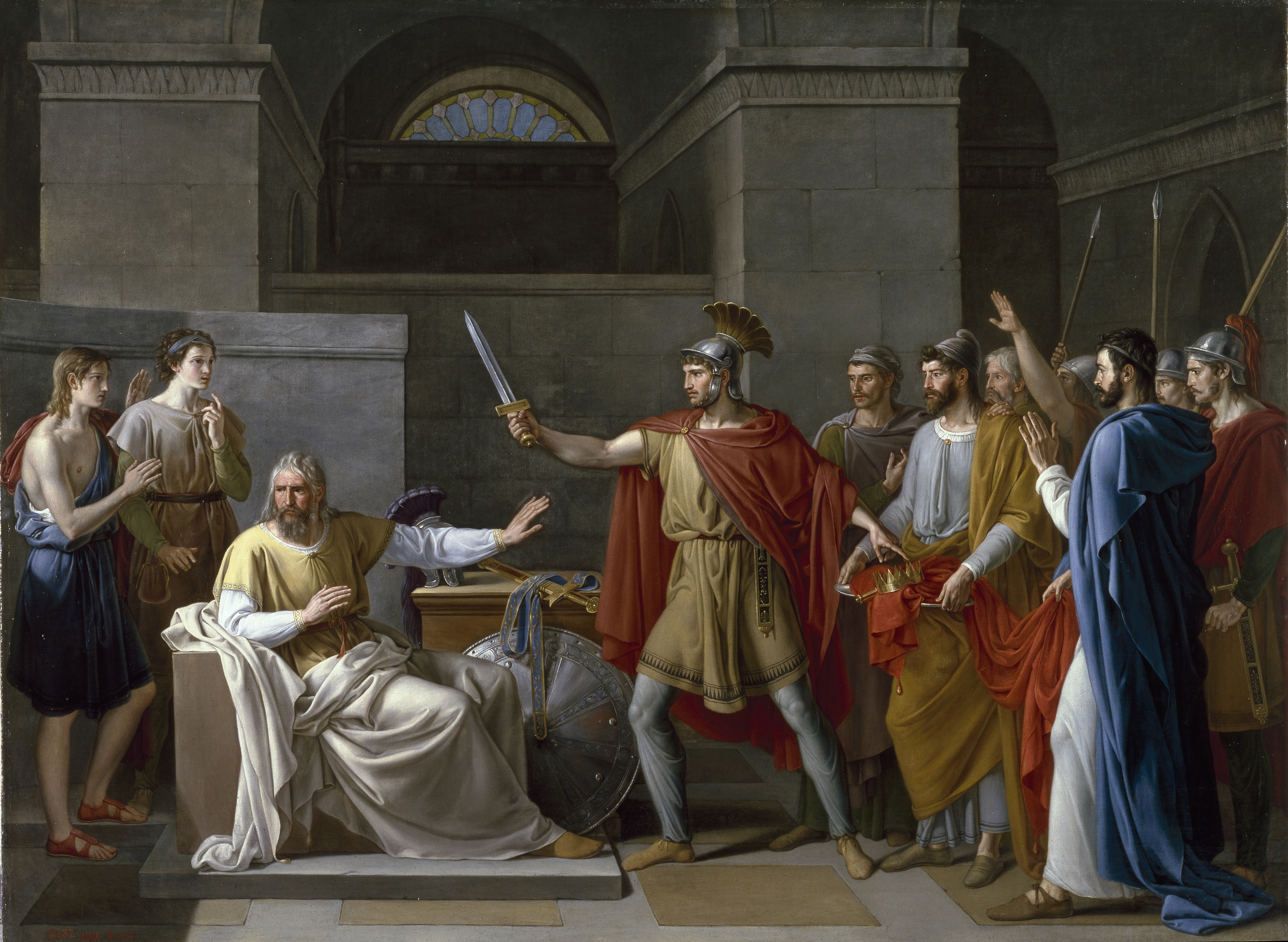
王位を放棄する西ゴート族の王Wamba (c.1819) プラド美術館
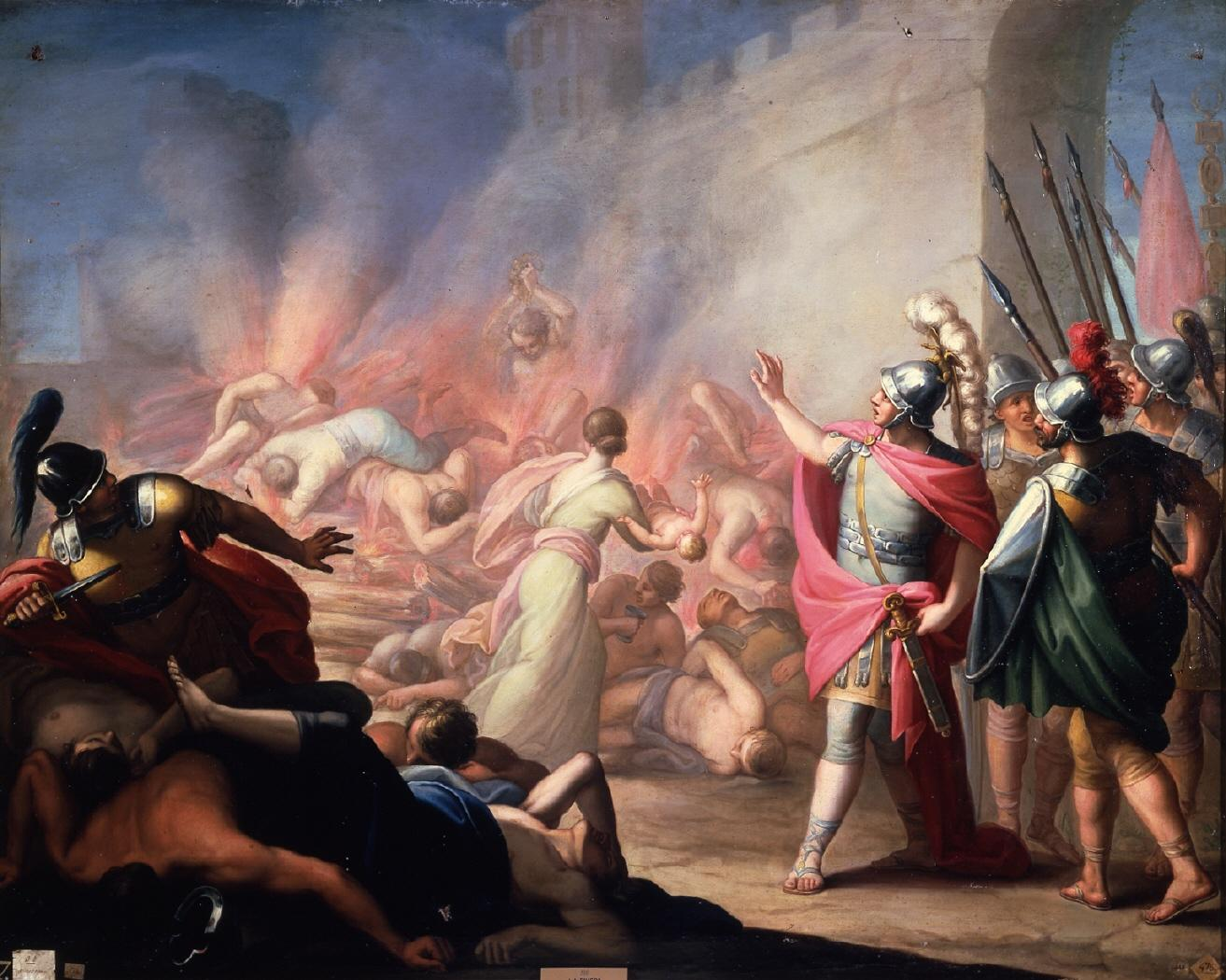
Numantiaの壊滅 (1802) 王立サン・フェルナンド美術アカデミー